# コンスタンティン・イオン・パルホン
コンスタンティン・イオン・パルホン(ルーマニア語: Constantin Ion Parhon、1874年10月15日 - 1969年8月9日）は、ルーマニアの政治家。1947年から1952年にかけてルーマニア人民共和国大国民議会の初代常任幹部会議長を務めた。彼は神経精神医学者、内分泌学者でもあり、ヤシの医学博物学協会の会長、病院所長、医学研究所所長も歴任した。

## 生涯
クンプルング（アルジェシュ県）にて、教師であったヨアン・パルホンとその妻マリアの間に生まれた。彼はプロイェシュティのリセを修了し、その後ブカレスト大学にて医学博士号を授与された。のちに彼は、チェコスロバキアのプラハ・カレル大学より名誉学位を与えられた（1948年）。
パルホンは1912年から1933年にかけて、ヤシ大学（現アレクサンドル・ヨアン・クザ大学）医学部にて神経学と精神医学の教授を務め、1933年からはブカレスト大学医学部にて内分泌学の教授を務めた。特に内分泌学に関しては、彼がルーマニア初の教授であった。1909年に、彼はモイセ・ゴルドステインとの共著として、初の内分泌学書"Secrițiile Interne（英語名:Internal Secretions）"を出版、その後にはゴルドステインとシュテファン＝マリウス・ミルクの3人で"a Handbook of Endocrinology"を三巻にわたって出版した。彼は累計で400冊以上もの本を出版しており、またその高い知識性も評価されている。その他に有名な彼の書籍として、"Old Age and Its Treatment"（1948年発表）、"The Age Biology"（1955年発表）、"Selected Works"（全五巻、1954年 - 1962年発表）などがある。
本人によれば、10代のころに「カール・マルクスの著書に影響された社会主義革命家であった」といい、のちにルーマニア労働党の結成にも携わった。1919年、労働党は左派のルーマニア農民党に吸収され、それからすぐに彼は政党を離れた。そして次第にルーマニア共産党へと傾倒するようになっていった。
パルホンは枢軸国側として第二次世界大戦に参加することに反対していたと言われているが、一部の資料によると、当時ナチス・ドイツを本拠地に活動していた製薬・化学工業企業メルクの代表に彼が就任していたともある。8月23日革命によって講和が行われた後の1944年11月、彼は自身の邸宅があるシナヤにて「ソヴィエト連邦との結束強化のためのルーマニア連合」を結成。また彼はルーマニア議会や大国民議会の議員にもなった。
1947年12月30日、ルーマニアの君主、ミハイ一世が退位文書に署名した。このとき、ペトル・グローザとゲオルゲ・ゲオルギウ＝デジがミハイ一世に対して退位を迫った。議会は立法第363番を可決、ルーマニアは人民民主主義国家宣言を発し、1923年の憲法を再施行した。議会内から選出された5人の議員からなる常任委員会（当時の構成員はパルホンの他に、ミハイル・サドヴェアヌ、シュテファン・ヴォイテク、ゲオルゲ・ステレ、イオン・ニクリがいた）も、同法によって国内における権力を増強することを目的に可決させた。その直後にパルホンは常任委員会議長となり、ルーマニアのリーダーとなった。
1948年4月13日、議会はスターリン憲法を模範とした新たな憲法を制定、この憲法によって大国民議会に対して強大な権力が委任された。その後同憲法は常任委員会（当時の常任委員会は議長1名、副議長3名、書記官14名から構成された）においても同様に可決された。同日のうちにパルホンは常任委員会議長に選出されたが、事実上の権力はルーマニア共産党の書記長であったゲオルゲ・ゲオルギウ＝デジに与えられた。
パルホンはルーマニア・アカデミーや他の科学ソサエティのメンバーであった。彼は国から「社会労働者の英雄」という肩書と国民栄誉賞を授けられた。また彼は自身のことを「市民科学者」と呼ばれることを好いた。
1952年6月に彼は政界から引退、余生を科学研究に費やした。死後、彼の遺体はブカレストのカロル広場内にあった「人民・母国の自由と社会主義の英雄たちのモニュメント」のラウンドホールに埋められた。ルーマニア革命ののち1991年に彼の遺体は掘り出され、現在は別の墓地に埋葬されている。